# Stop! Or My Mom Will Shoot
Stop! Or My Mom Will Shoot (conocida como ¡Alto! O mi madre dispara en España, y ¡Para o mi mamá dispara! en Hispanoamérica) es una película cómica del año 1992 protagonizada por Sylvester Stallone, Estelle Getty y JoBeth Williams.

## Sinopsis
La vida del sargento de policía Joe Bomowski da un vuelco cuando su impredecible madre, Tutti, lo honra con una de sus raras visitas. Rápidamente, Tutti reorganiza los muebles en el apartamento de soltero de Joe a su gusto y se entromete en todos sus asuntos, avergonzándose a sí mismo. Empieza a hacer las tareas del hogar y limpia todo lo que ve, incluida la pistola de Joe. Está indignado porque todo el color negro se ha ido. Tutti quiere comprarle una nueva y conduce hasta una tienda de armas en una zona peligrosa. El vendedor le dice que tiene que esperar dos semanas para conseguir el arma que quiere. Sin embargo, la necesita el mismo día y se va. Un hombre fuerte escucha la conversación y la lleva a su "tienda", que en realidad es una furgoneta normal y le vende una - lo que ella no sabe que es un arma ilegal, el arma completamente automática. Cuando ella se va, dos delincuentes en un automóvil se detienen y abren fuego. El traficante de armas logra escapar, pero su hermano, que también está presente, recibe un disparo. El arma procedía de un almacén incendiado que formaba parte de una estafa de seguros -detrás de un banquero llamado Parnell- y debería ser incautada por su gente porque el número de serie podría condenarlo.
Tutti observa todo y es convocada por el departamento de policía de Joe. Ella ve a la amante y jefa de Joe, Gwen, y se da cuenta de que ella y su hijo han estado discutiendo mucho últimamente y ahora también interfiere en su vida amorosa. Joe se vuelve loco y lleva a su madre a volar de regreso a casa. Cuando Joe ve la nota de suicidio y se da cuenta de que ha reaccionado de forma exagerada, se apresura al aeropuerto y la convence de que se quede un rato más. Cuando llega a casa, el traficante de armas ya está esperando a Joe y le informa que hay más armas en un aeropuerto remoto. Joe se dispone a atrapar a los criminales cuando las armas están a punto de salir volando del país. Sin embargo, Tutti lo sigue sin su conocimiento y se convierte en la Rehén. Joe puede evitar que el avión despegue en el último momento y abrumar a la mayoría de los criminales. Antes de que llegue la policía, Parnell amenaza a los dos con un arma y quiere dispararle a Joe. Tutti luego toma una 44 Magnum de su bolso y le dispara a Parnell con ella.
Al final de la película, Joe y su ahora prometida, Gwen, se despiden de Tutti en el aeropuerto. Allí, reconoce a un criminal buscado por la policía, a quien Joe debe arrestar de inmediato. Las palabras de Tutti, que el hombre es buscado porque mató a su madre, Joe solo responde con una sonrisa lacónica.

## Producción

### Desarrollo y redacción
Sylvester Stallone firmó en la película basándose en los rumores de que Arnold Schwarzenegger estaba interesado en el papel principal. En octubre de 2017, Schwarzenegger confirmó el rumor de que, sabiendo que el guion era "realmente malo", había fingido públicamente su interés en protagonizar a los productores para atraer a Stallone.

## Recepción
El propio Stallone ha declarado que Stop! Or My Mom Will Shoot es "la peor película que ha protagonizado". Fue ganadora de tres premios Golden Raspberry: "Peor Actor" (Stallone), "Peor Actriz de Reparto" (Estelle Getty) y "Peor Guion".[cita requerida] A pesar de la desastrosa recepción de la crítica, obtuvo favorables números en taquilla, logrando recaudar más de $70 millones de dólares contra un presupuesto de $45 millones.

## Fechas de estreno mundial
| País                                                                          | Fecha de estreno               |
| ----------------------------------------------------------------------------- | ------------------------------ |
| Alemania                                                                      | Jueves 28 de mayo de 1992      |
| Argentina                                                                     | Jueves 4 de junio de 1992      |
| Australia                                                                     | Jueves 2 de abril de 1992      |
| Austria                                                                       | Viernes 29 de mayo de 1992     |
| Bélgica                                                                       | Miércoles 20 de mayo de 1992   |
| Belice · Costa Rica · El Salvador · Guatemala · Honduras · Nicaragua · Panamá | Jueves 30 de abril de 1992     |
| Brasil                                                                        | Viernes 22 de mayo de 1992     |
| Chile                                                                         | Viernes 29 de mayo de 1992     |
| Colombia                                                                      | Jueves 30 de abril de 1992     |
| Corea del Sur                                                                 | Sábado 30 de mayo de 1992      |
| Dinamarca                                                                     | Viernes 5 de junio de 1992     |
| Ecuador                                                                       | Miércoles 27 de mayo de 1992   |
| Egipto                                                                        | Lunes 28 de septiembre de 1992 |
| España                                                                        | Viernes 24 de abril de 1992    |
| Estados Unidos · Canadá                                                       | Viernes 21 de febrero de 1992  |
| Filipinas                                                                     | Miércoles 17 de junio de 1992  |
| Finlandia                                                                     | Viernes 10 de julio de 1992    |
| Francia                                                                       | Miércoles 27 de mayo de 1992   |

| País                         | Fecha de estreno                 |
| ---------------------------- | -------------------------------- |
| Grecia                       | Viernes 5 de junio de 1992       |
| Hong Kong                    | Jueves 11 de junio de 1992       |
| Hungría                      | Jueves 9 de julio de 1992        |
| India                        | Viernes 3 de septiembre de 1993  |
| Indonesia                    | Martes 14 de julio de 1992       |
| Israel                       | Viernes 7 de agosto de 1992      |
| Italia                       | Jueves 30 de abril de 1992       |
| Japón                        | Sábado 6 de junio de 1992        |
| Líbano                       | Viernes 11 de septiembre de 1992 |
| Malasia                      | Jueves 14 de mayo de 1992        |
| México                       | Viernes 24 de abril de 1992      |
| Noruega                      | Jueves 23 de julio de 1992       |
| Nueva Zelanda                | Viernes 24 de julio de 1992      |
| Países Bajos                 | Jueves 21 de mayo de 1992        |
| Perú                         | Jueves 28 de mayo de 1992        |
| Portugal                     | Viernes 15 de mayo de 1992       |
| Reino Unido Irlanda          | Viernes 17 de abril de 1992      |
| República Checa · Eslovaquia | Jueves 6 de agosto de 1992       |
| República Dominicana         | Jueves 21 de mayo de 1992        |
| Singapur                     | Jueves 14 de mayo de 1992        |
| Sudáfrica                    | Viernes 17 de julio de 1992      |
| Suecia                       | Viernes 28 de agosto de 1992     |
| Suiza                        | Viernes 29 de mayo de 1992       |
| Tailandia                    | Sábado 13 de junio de 1992       |
| Taiwán                       | Sábado 30 de mayo de 1992        |
| Turquía                      | Viernes 16 de octubre de 1992    |
| Uruguay                      | Viernes 31 de julio de 1992      |
| Venezuela                    | Miércoles 27 de mayo de 1992     |

## Otros medios

### En la cultura popular
La película fue mencionada cuando Stallone presentó un episodio de "Saturday Night Live" en 1997; En una obra de teatro en particular, Stallone se encuentra con alguien en un terrible accidente automovilístico (Norm Macdonald) a quien no le gusta nada de su trabajo y ridiculiza sus películas. Mientras agoniza, murmura algo en voz baja que solo Stallone puede escuchar, y cuando un transeúnte (Will Ferrell) le pregunta qué dijo, Stallone se muestra reacio a decirlo hasta que lo interrogan un poco más, momento en el que grita virulentamente: "Él dijo ¡Alto! O mi mamá disparará... ¡APESTÓ!"
El título del episodio de  Los Simpson  "Stop, or My Dog Will Shoot!" es una referencia a la película. Ese episodio involucra al perro de los Simpson que se une a la policía de Springfield después de salvar a  Homer de un laberinto de maíz.
En  Mortal Kombat 11 , durante un intercambio de diálogo previo al partido entre John Rambo (expresado por Stallone) y Cassie Cage, Cassie hace referencia al título de la película.